# Добровольное (Запорожская область)
Добровольное (укр. Добровільне) — село, Добропольский сельский совет, Гуляйпольский район, Запорожская область, Украина.
Код КОАТУУ — 2321881503.
Село ликвидировано в 2007 году.

## Географическое положение
Село находилось на расстоянии в 4 км от села Варваровка и в 4,5 км от села Ровнополье. По селу протекал пересыхающий ручей с запрудой.